# UAV VU-C2
VU-C2 là một loại UAV cảm tử (loitering munition) do tập đoàn Viettel phát triển. UAV này được thiết kế để thực hiện các nhiệm vụ trinh sát và tấn công chính xác, nhằm đáp ứng nhu cầu chiến đấu hiện đại của Quân đội Nhân dân Việt Nam.

## Thiết kế và tính năng
UAV VU-C2 được thiết kế với kiểu dáng nhỏ gọn, sở hữu sải cánh 1,5 mét và chiều dài 1,1 mét, cho phép tối ưu hóa khả năng cơ động và triển khai nhanh chóng. Với trọng lượng cất cánh tối đa chỉ 8 kg, VU-C2 có thể hoạt động liên tục trong 40 phút, đạt tốc độ tấn công mục tiêu tối đa lên tới 130 km/h. UAV này sử dụng động cơ điện, giúp giảm thiểu tín hiệu âm thanh và hình ảnh, mang lại lợi thế trong các nhiệm vụ tác chiến bí mật. VU-C2 được trang bị đầu tự dẫn quang điện tử tích hợp trí tuệ nhân tạo (AI), cho phép phát hiện, khóa mục tiêu tự động và thực hiện các cuộc tấn công chính xác theo lệnh từ chỉ huy. UAV có hai phiên bản, phiên bản thứ nhất có cánh và đuôi có thể gấp lại và phóng từ ống phóng, phiên bản thứ hai được phóng từ thanh ray với cánh cố định.Ngoài ra, VU-C2 còn kết hợp hiệu quả giữa trinh sát và tấn công, tăng cường nhận thức tình huống cho lực lượng tham chiến. Đặc biệt, nếu không phát hiện được mục tiêu để tấn công, UAV có thể được thu hồi nguyên vẹn để tái sử dụng, góp phần tối ưu hóa chi phí và hiệu suất chiến đấu.

## Vai trò trong chiến tranh hiện đại
Trong bối cảnh chiến tranh hiện đại, UAV cảm tử như VU-C2 trở thành công cụ chiến lược nhờ khả năng đa nhiệm, kết hợp trinh sát thời gian thực với các cuộc tấn công chính xác nhằm tiêu diệt mục tiêu. Với năng lực hỗ trợ chiến tranh phi đối xứng, VU-C2 giúp Việt Nam tăng cường khả năng đối phó với các đối thủ công nghệ cao. Hơn nữa, tính linh hoạt của UAV này cho phép hoạt động hiệu quả trong nhiều môi trường tác chiến khác nhau, từ rừng rậm nhiệt đới đến vùng ven biển, qua đó tăng cường năng lực bảo vệ lãnh thổ và chủ quyền quốc gia.

## Các bên sử dụng
- Lục quân nhân dân Việt Nam